# Acide aminé glucoformateur
Un acide aminé glucoformateur est un acide aminé susceptible d'être converti en glucose par la néoglucogenèse, par opposition aux acides aminés lipoformateurs et acides aminés cétoformateurs, qui sont convertis en corps cétoniques par la cétogenèse. 
La production de glucose à partir de ces acides aminés survient dans le foie lors du jeûne par conversion préalable des acides aminés en α-cétoacides, puis de ces cétoacides en glucose.
Chez l'homme, les acides aminés glucoformateurs sont :
- l'alanine,
- l'arginine,
- l'asparagine,
- l'aspartate,
- la cystéine,
- le glutamate,
- la glutamine,
- la glycine,
- l'histidine,
- la méthionine,
- la proline,
- la sérine,
- la valine,
- la thréonine.

Chez l'homme toujours, quatre acides aminés sont à la fois glucoformateurs et cétoformateurs :
- l'isoleucine,
- la phénylalanine,
- le tryptophane,
- la tyrosine.

Chez l'homme, seules la leucine et la lysine ne sont pas des acides aminés glucoformateurs.